# Mirosław Azembski

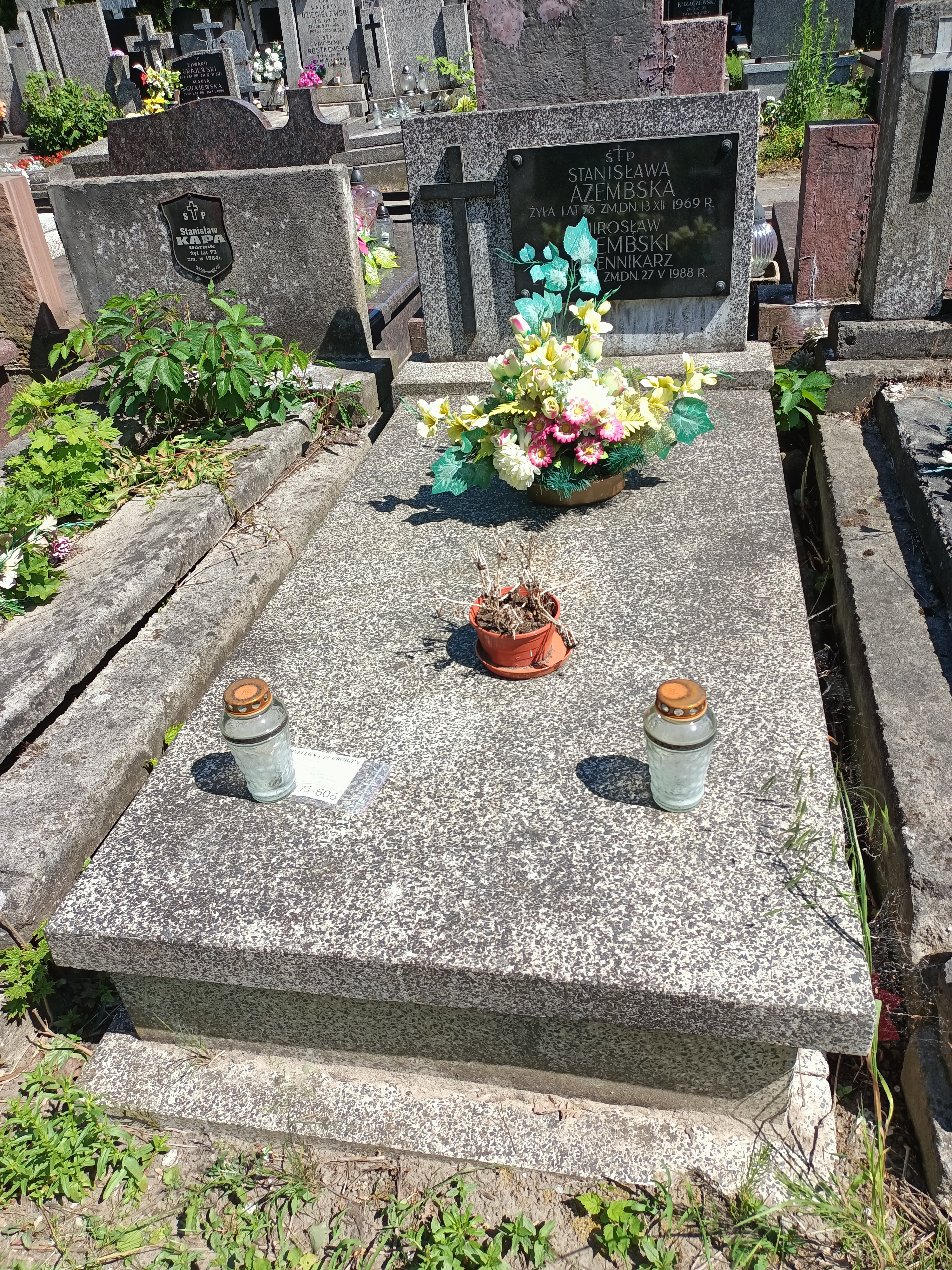
Grób Mirosława Azembskiego na Cmentarzu Bródnowskim w Warszawie

Mirosław Azembski (ur. 3 maja 1923 w Warszawie, zm. 27 maja 1988 tamże) – polski reportażysta, dziennikarz i publicysta.

## Życiorys
Autor reportaży krajowych i zagranicznych oraz tekstów publicystycznych. Studiował na Wydziale Prawa Uniwersytetu Warszawskiego, ukończył kurs dziennikarstwa Związku Zawodowego Dziennikarzy RP (późniejsze Stowarzyszenie Dziennikarzy Polskich). W latach 1946–1947 pracował w Przedsiębiorstwie Handlu Zagranicznego Varimpex. Od 1947 do 1952 w Polskiej Agencji Prasowej, gdzie specjalizował się w tematyce krajowej (był m.in. sprawozdawcą sądowym). Od lutego 1952 do 1960 był członkiem redakcji tygodnika „Świat”, pracując w sekretariacie redakcji i dziale reportażu krajowego (od grudnia 1956 był jego kierownikiem). W latach 1960–1962 publikował w dziale polityki wewnętrznej Agencji Robotniczej. Od 1962 do 1976 w Zespole Programu Telewizyjnego Komitetu ds. Radia i Telewizji, m.in. w latach 1967–1971 korespondent Polskiego Radia i Telewizji w Paryżu. W latach 1976–1977 kierownik działu zagranicznego w „Głosie Pracy”. Od 1977 do 1985 kierownik działu zagranicznego „Expressu Wieczornego”. Od 1985 na emeryturze.
Członek Związku Zawodowego Dziennikarzy RP, Stowarzyszenia Dziennikarzy Polskich (1951–1982), Stowarzyszenia Dziennikarzy PRL, ZAiKSu, PZPR (1956–1988).
Odznaczenia, nagrody i wyróżnienia: „Medal 25-lecia SDP”, Złoty Krzyż Zasługi, Krzyż Kawalerski Orderu Odrodzenia Polski, Medal 40-lecia Polski Ludowej.
Jego pierwsza żona, Alina Azembska, była m.in. redaktorem naczelnym miesięcznika „Morze”. Syn Robert (ur. 1964) jest dziennikarzem ekonomiczno-finansowym. Pochowany na cmentarzu Bródnowskim w Warszawie (kwatera 14N-2-15).

## Twórczość (wybór)
- Atak na Jastarnię (1954)
- Czy Stanisław Talarek musiał umrzeć? (wespół z Lucjanem Wolanowskim; Wydawnictwo Ministerstwa Obrony Narodowej 1955; Wyd. Kraj 1955)
- Krzyże i korona. Reportaż znad ujścia Wisły (Iskry 1956)
- Malavita (Iskry; seria: „Naokoło świata”)
- Pożegnanie z białym kaskiem (Iskry 1962, seria: „Świat się zmienia”)
- Un gigante de acero revive a Cracovia: Nowa Huta, simbolo de Polonia (Hawana 1962)
- Sprzymierzeni z Jehową. Opowieści biblijne (ilustr. Antoni Uniechowski; Nasza Księgarnia 1963)
- Mój kapitan (Książka i Wiedza 1964)
- Zaczęło się w Lipcu (Nasza Księgarnia 1964)
- Inny świat (Nasza Księgarnia 1966)
- Powrót do Rio (Książka i Wiedza 1967)
- Łużyckie wędrówki (Nasza Księgarnia 1973)
- Wiraże nad Sekwaną (Iskry 1976)
- Pod sztandarem proroka (ilustr. Gabriel Rechowicz; Nasza Księgarnia 1967, 1978)
- Ludzie bez twarzy (Wydawnictwo Ministerstwa Obrony Narodowej 1978; seria: „Sensacje XX wieku”)
- Pod szafotem (Iskry 1978, seria: „Łowcy sensacji”)
- Paryskie ABC (Iskry 1982, ISBN 83-20-7049-1-X)
- Zagadki naszego czasu (Wydawnictwa Radia i Telewizji 1989, ISBN 83-21-2052-6-7)